# Archezoa
Archezoa је назив за еукариотско царство, које је у науку увео Томас Кавалије-Смит. Ово царство би обухватало све оне еукариотске организме филогенетски настале пре настанка митохондрија. Све ове групе се налазе у бази филогенетских стабала нацртаних на основу података о разликама у рибозомалној РНК. Кавалије-Смит је у ово царство убројио следеће групе еукариота:
1. (укључујући и групе Pelobionta и Mastigamoebae)
2. (укључујући и групе Diplomonada, Oxymonada и Retortamonada)

Царство обухвата једноћелијске фаготрофне или микропиноцитотске еукариоте који не врше фотосинтезу, и немају ћелијски зид у трофичкој фази живота. Заједничке карактеристике представника овог царства су и присуство 70S рибозома, а одсуство одређених ћелијских органела — митохондрија, пластида, Голџи комплекса, пероксизома и хидрогенозома. Новијим истраживањима показано је да су све ове групе углавном несродне, настале од предака који су поседовали митохондрије, и да имају другачију позицију на филогенетским стаблима нацртаним на основу других гена. Царство Archezoa стога није прихваћено. Сам аутор-„оснивач" царства, Кавалије-Смит, је написао: „ако је одсуство митохондрија, пероксизома и диктиозома у ова три филума резултат независних секундарних губитака не постоји оправдање за њихово груписање у засебно царство".

## Класификација царства
класификација према Cavalier-Smith (1993)
домен 
царство 
филум 
филум 
филум 
класификација према Cavalier-Smith (1998)
домен 
царство 
потцарство 
филум 
филум 
класификација према Cavalier-Smith (2002)
домен 
царство 
потцарство 
инфрацарство 
натфилум Archezoa stat. nov.
филум 
филум 